# Comuna Cista Provo, Split-Dalmația
Cista Provo este o comună în cantonul Split-Dalmația, Croația, având o populație de 2.335 de locuitori (2011).

## Demografie
Componența etnică a comunei Cista Provo
     Croați (99,74%)
     Necunoscut (0%)
     Neclasificat (0,09%)
Componența confesională a comunei Cista Provo
     Catolici (99,91%)
     Necunoscută (0,04%)
     Fără religie și atei (0,04%)
Conform recensământului din 2011, comuna Cista Provo avea 2.335 de locuitori. Din punct de vedere etnic, majoritatea locuitorilor (99,74%) erau croați. Din punct de vedere confesional, majoritatea locuitorilor (99,91%) erau catolici. Pentru 0,04% din locuitori nu este cunoscută apartenența confesională.